# Lista de episódios do Desafio Musical
Desafio Musical é um game show musical apresentado por Gugu Liberato, aos domingos, dentro do Programa do Gugu, na Rede Record. 

## 1ª Temporada
| Data                    | Mulheres                                       | Homens                                      |
| ----------------------- | ---------------------------------------------- | ------------------------------------------- |
| 24 de fevereiro de 2013 | Geisy Arruda Babalu Simony                     | Marcelo Augusto Agnaldo Timóteo Théo Becker |
| 03 de março de 2013     | Mylena Ciribelli Mirella Santos Mylla Christie | Marcos & Belutti Dado Dolabella             |
| 10 de março de 2013     | Luciele di Camargo Sônia Lima Sula Miranda     | Juan Alba Marcos Mion Netinho de Paula      |
| 17 de março de 2013     | Ana Hickmann Ticiane Pinheiro Mara Maravilha   | Celso Zucatelli Marco Camargo Sílvio Brito  |
| 24 de março de 2013     | Carla Diaz Gilmelândia Ingra Liberato          | João Neto & Frederico Maurício Mattar       |
| 31 de março de 2013     | Cacau Eliana de Lima Babi Xavier               | Rodrigo Phavanello Rafael Cortez Anderson   |
| 07 de abril de 2013     | Gianne Albertoni Cláudia Lira Patrícia Marx    | Guilherme & Santiago Roberto Justus         |
| 14 de abril de 2013     | Nicole Bahls Rosanah Fienngo Marcela Barrozo   | MC Koringa Elieser Mota Giuseppe Oristanio  |